# Oberer Meineckenberg
Der Obere Meineckenberg ist eine 644,3 m ü. NHN hohe Erhebung im Harz. Er liegt nahe der Kernstadt von Ilsenburg (Harz) im sachsen-anhaltischen Landkreis Harz.

## Geographische Lage
Der Obere Meineckenberg erhebt sich im Nationalpark Harz und im Naturpark Harz/Sachsen-Anhalt. Sein Gipfel liegt 5,5 km südsüdwestlich der Kernstadt von Ilsenburg. Nach Südwesten leitet die Landschaft zum Kleinen Brocken (1018,4 m) über, einer Anhöhe auf der Nordflanke des Brockens (1141,2 m), und nach Nordnordosten zum Unteren Meineckenberg (565,9 m). Nach Osten fällt sie in das Tal der Ilse ab.

## Geschichte
Der Amtsgerichtsrat Walther Grosse aus Wernigerode vermutete, dass dieser Berg vielleicht nach dem Goslarer Bürger Georg Meinecke, der um 1593 mit gräflich-stolbergischen Kohlenhaien beliehen war oder einem früheren Zechenbesitzer benannt wurde. Der Ilsenburger Heimatforscher Hans Riefenstahl fügte dem ergänzend hinzu, dass der Meineckenberg um 1609 von Georg Meinecke, dem Inhaber der Ilsemühle, seinen jetzigen Namen erhalten haben wird. Diese Angaben können bestätigt und ergänzt werden.
Es war tatsächlich Georg (genannt auch Jürgen) Meinecke, dessen Familienname auf den Berg übertragen wurde. Er stammte aus Abbenrode und betrieb an der Schmahlen Ohe eine Sägemühle. Zweimal im Jahr musste er einen Dielenzins an die Grafen zu Stolberg in Wernigerode zahlen. Nachdem Graf Wolf Ernst zu Stolberg wegen des Kaufes von Seide und anderer Luxusartikel beim Bürgermeister Georg Achtermann in Braunschweig mit 4101 Talern in Schuld geraten war, vereinbarte er mit Georg Meinecke, dass dieser ab Michaelis (= 29. September) 1598 seinen Zins nicht mehr an das Grafenhaus, sondern direkt an den Braunschweiger Bürgermeister entrichten sollte.
Die Schmahle Ohe ist heute unter diesem Begriff nicht mehr bekannt, sondern wird Schlüsie genannt. Wo dieser kleine Bach in die Ilse mündet, wird im Jahre 1592 erstmals eine Sägemühle erwähnt, die später die Bezeichnung Ilsemühle erhielt. Der Name des Mühlenbesitzers Meinecke übertrug sich vor über 400 Jahren auf den Berg, an dessen Fuß dieses frühneuzeitliche Sägewerk unmittelbar stand.
Auch im oberen Eckertal im Forstort Kolför (Kohlforde) bei der heutigen Eckertalsperre stand damals eine Sägemühle. Diese wurde von Peter Brüning betrieben, der Oberförster in Langenstein war. Er musste ebenfalls ab Herbst 1598 seinen Dielenzins an den Bürgermeister Achtermann nach Braunschweig zahlen. Schon längst ist die Erinnerung an diese beide Sägemühlen verblasst, nur der Name (Oberer) Meineckenberg ist geblieben.
2014 wurden umfangreiche Kahlschläge am Meineckenberg vorgenommen.